# Gnamptodon chinensis
Gnamptodon chinensis är en stekelart som beskrevs av Chen och Whitfield 2002. Gnamptodon chinensis ingår i släktet Gnamptodon och familjen bracksteklar. Inga underarter finns listade i Catalogue of Life.